# Emir Kusturica

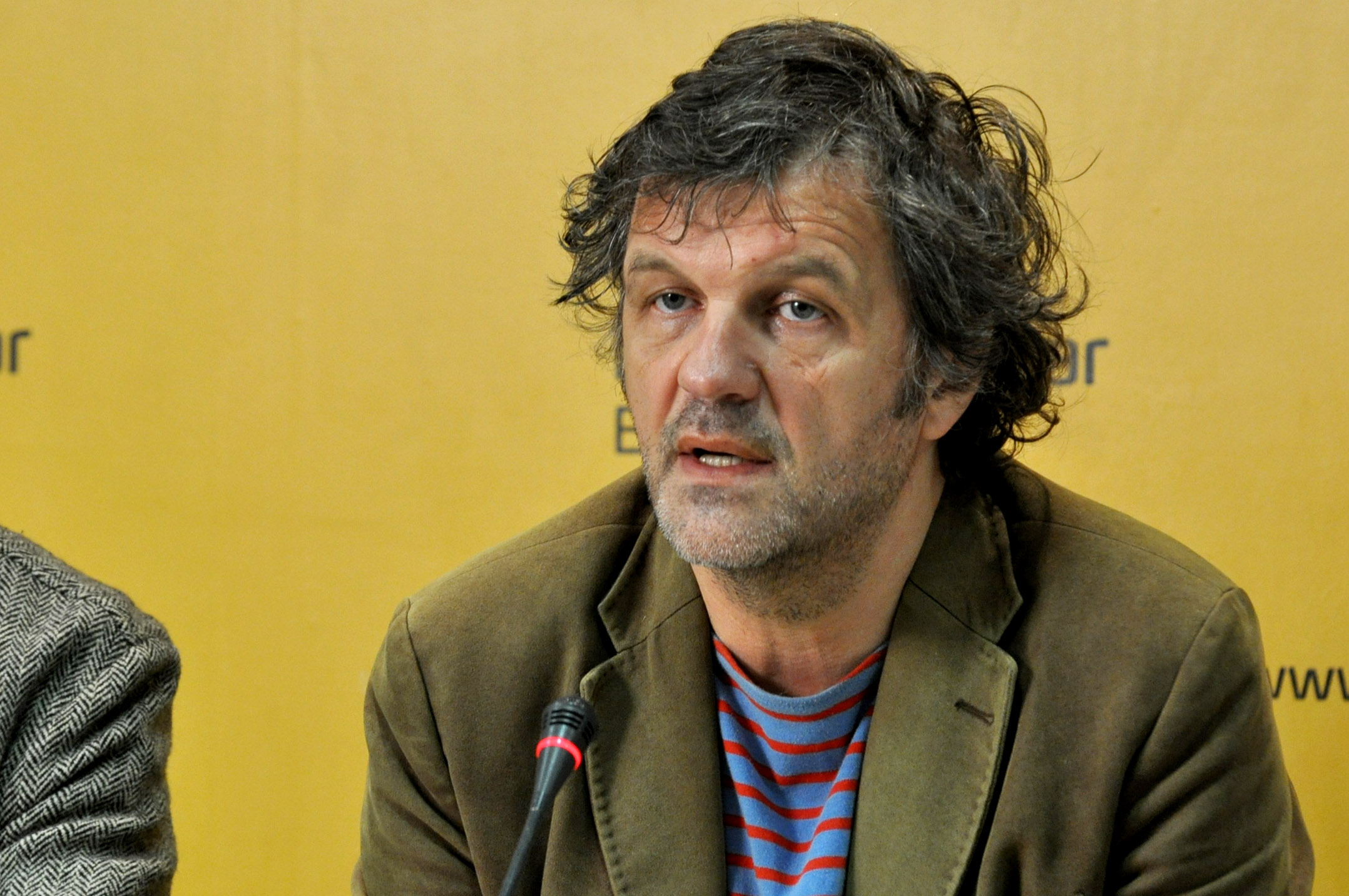
Emir Kusturica (2013)

Emir Kusturica (serbisch-kyrillisch Емир Кустурица, [ˈɛmiːr ˈkusturitsa], seit seiner serbisch-orthodoxen Taufe 2005 auch: Nemanja Kusturica, serbokroatisch-kyrillisch Емир Кустурица bzw. Немања Кустурица, * 24. November 1954 in Sarajevo, SFR Jugoslawien) ist ein Filmregisseur und Musiker aus Bosnien und Herzegowina mit serbischer und französischer Staatsbürgerschaft. Er lebt heute in Belgrad, Paris und in dem von ihm konzipierten, aus Holzhäusern bestehenden Dorf Drvengrad (mit dem Hotel Mećavnik), das er selbst Küstendorf nennt, nahe der serbischen Ortschaft Mokra Gora.

## Leben

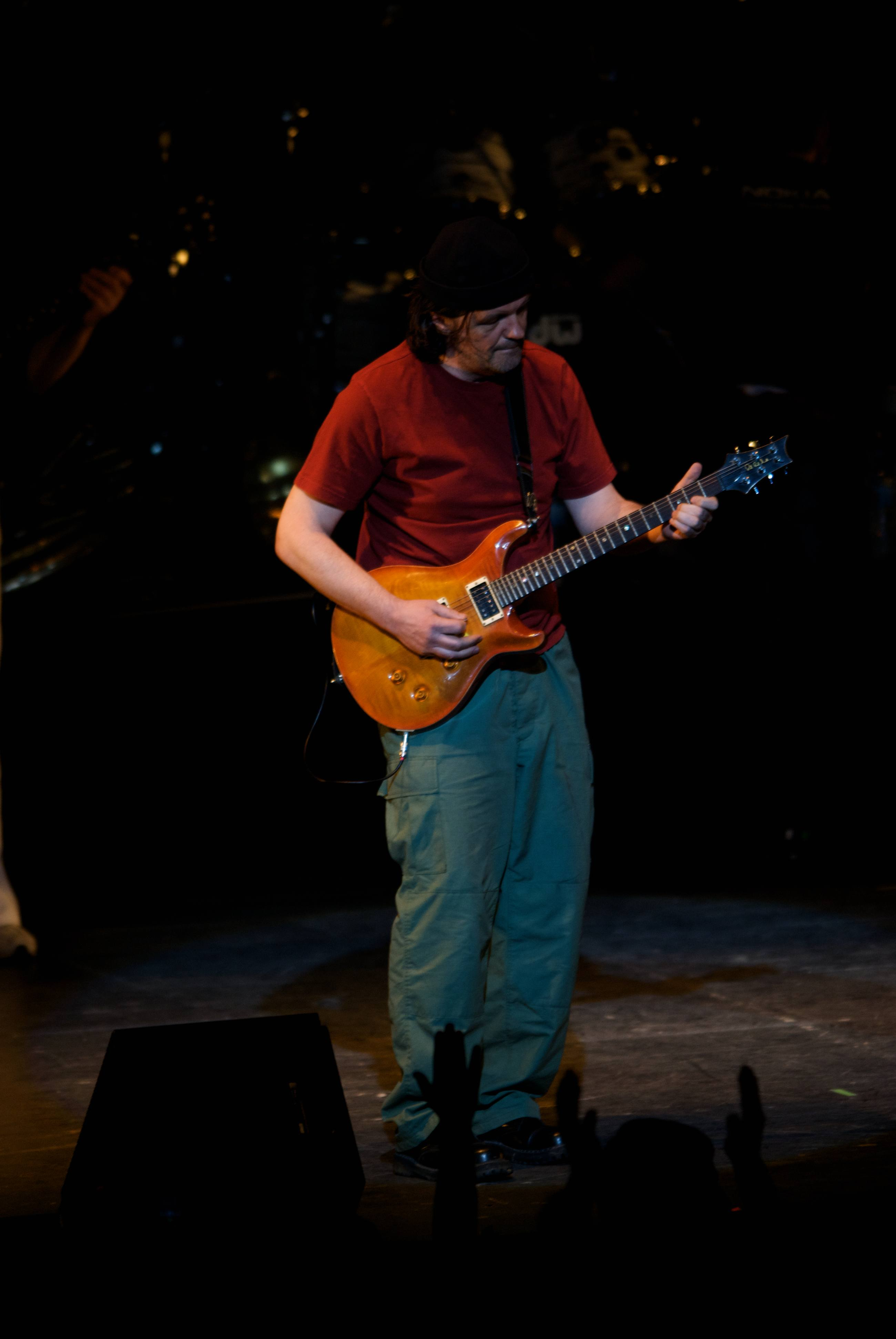
Auftritt mit dem No Smoking Orchestra im März 2009.

Emir Kusturica wuchs in Sarajevo auf und studierte an der Prager Filmhochschule FAMU.
In seinen Filmen verarbeitet er politische Themen und wird deshalb vielfach kontrovers diskutiert, zu sozialistischer Zeit vor allem im eigenen Land. Der Film Papa ist auf Dienstreise handelt beispielsweise vom Verschwinden eines politisch unliebsamen Familienvaters. Da von den unsichtbaren Inhaftierungen in Jugoslawien nicht öffentlich gesprochen wurde, brachte man das Verschwinden auf die euphemistische Formel: na službenom putu (auf Dienstreise). Später wurde Kusturica in Bosnien und Herzegowina, aber auch im Westen aufgrund seiner – wie ihm unterstellt wurde – pro-serbischen Sichtweise während des Krieges im Film Underground (Goldene Palme in Cannes 1995) kritisiert.
Außerhalb Jugoslawiens wurde Kusturica besonders durch Filme wie Die Zeit der Zigeuner (1989) und Schwarze Katze, weißer Kater (1998) bekannt, welche vom Leben der Roma und anderer gesellschaftlicher Randgruppen handeln.
Durch die Beteiligung an der Filmmusik zu seinen Filmen wurden auch Musiker wie Goran Bregović und das Boban Marković Orchester weltweit bekannt. Kusturica selbst macht mit der Band The No Smoking Orchestra (ehemals Zabranjeno pušenje) Musik. Diese Band erlangte durch die Musik zu den Filmen Schwarze Katze, weißer Kater und Das Leben ist ein Wunder internationale Bekanntheit.
Neben seiner Tätigkeit als Filmautor ist Kusturica seit den 1990er Jahren auch als Regisseur von Werbeclips in Erscheinung getreten.
Im Jahr 2004 lief sein Film Das Leben ist ein Wunder im Wettbewerb der Internationalen Filmfestspiele von Cannes, wurde aber vor allem von deutschen Experten kritisiert. Die Jury verlieh ihm trotzdem den Preis Prix de l’Education Nationale „für seine kinematografischen und pädagogischen Inhalte als auch für seine künstlerischen Qualitäten“. Der Drehort des Films im südwestlichen serbischen Bezirk Mokra Gora nahe der bosnischen Grenze wird unter Kusturicas Anleitung seit 2004 als Dorf in althergebrachter Bauweise unter dem Namen Küstendorf bzw. Etnoselo ausgebaut. Kusturica unterhält dort mittlerweile auch ein eigenes Haus, in dem er zeitweise lebt. 2008 wurde von ihm das Internacionalni festival filma Kustendorf ins Leben gerufen, das 2009 zum zweiten Mal stattfand. Seit 2011 entsteht in der Nähe das zweite Bauprojekt Kusturicas, Andrićgrad.
2005 war Emir Kusturica Leiter der Jury der 58. Filmfestspiele von Cannes. Im Mai 2005 ließ sich Kusturica im Kloster Savina nahe Herceg Novi in Montenegro auf den Namen Nemanja Kusturica taufen und wurde somit Mitglied der serbisch-orthodoxen Kirche.
Im Jahr 2006 begann Kusturica seine Arbeit an einer Dokumentation über den argentinischen Fußballer Diego Maradona. Mit seinem Spielfilm Zavet (internationaler englischer Verleihtitel Promise Me This) war er 2007 im Wettbewerb der 60. Filmfestspiele von Cannes vertreten.
2008 wurde der Film Maradona über den Fußballer Diego Maradona offiziell vorgestellt. Das Werk wurde in Cannes außerhalb des Wettbewerbs gezeigt. Die Lebensgeschichte der argentinischen Fußballlegende beinhaltet eine steile Karriere auf dem Sportplatz, besteht aber auch aus Drogenexzessen und persönlichen Niederlagen.
Kusturica sagte über diesen Film: „Ich komme aus einem der 24 Länder, das nach 1954 von Amerika mit Bomben beworfen wurde, Serbien. Wenn du sagst ‚Werft keine Bomben auf unser Land‘, dann bist du ein Nationalist. Dieser Film ist mehr als meine politische Einstellung. Es zeigt die gemeinsame Einsicht der Dritte-Welt-Länder. Als ich mich mit der politischen Einstellung Diegos in dem Film identifiziert habe, habe ich den gemeinsamen Sinn entdeckt. Meine eigenen politischen Statements sind stärker, sie sind unausgesprochen. Es war sehr heilend für mich, mit Diego den Film zu machen – mit seiner Sicht der Dinge und seiner Resistenz. Es war – wie einen guten Freund zu finden. Ich weiß nicht, ob ich so einen vorher hatte.“ (von Barbara Mayr/Filmreporter.de)
Zwei neue Filme waren in der Vorbereitungsphase: Wild Roses, Tender Roses (ehemals Sieben Freunde von Pancho Villa und die Frau mit den sechs Fingern) und Cool Water. Cool Water sollte eine Komödie vor dem Hintergrund des Nahostkonflikts werden. Der Drehbeginn sollte im November 2010 in Deutschland sein. Emir Kusturica wollte hierbei erstmals ein fremdes Drehbuch inszenieren. Die Dreharbeiten am neuen Film von Emir Kusturica Wild Roses, Tender Roses sollten im Anschluss auf Cool Water folgen. Die Rolle des mexikanischen Freiheitskämpfers Pancho Villa sollte Johnny Depp übernehmen, welcher auch schon im 1993 gedrehten Film Arizona Dream mitwirkte. Der Film sollte unter anderem in Mexiko, Spanien und Serbien gedreht werden.
2011 leitete Kusturica die Jury der Reihe Un Certain Regard der 64. Filmfestspiele von Cannes.
2016 erhielt er für Na mliječnom putu (englischer Festivaltitel: On the Milky Road) seine dritte Einladung in den Wettbewerb der Filmfestspiele von Venedig.
2022 gab Kusturica bekannt, dass er auf Einladung des russischen Verteidigungsministers Sergei Schoigu als Intendant am Zentralen Akademischen Theater der Russischen Armee in Moskau tätig sein wird. Kusturica pflegt eine langjährige freundschaftliche Beziehung zu Schoigu, der dessen Rolle „bei der Bewahrung und Entwicklung der besten Traditionen der russischen Kultur“ betonte. Bereits 2018 widmete Kusturica Schoigu ein Lied unter dem Titel „Comandante“ als Anerkennung für Schoigus Rolle als Initiator der International Army Games.

## Politik und Identität
Kusturica vertrat in Interviews und in einigen Liedern seiner Musikgruppe The No Smoking Orchestra eine nationalistische Position im Zusammenhang mit Großserbien und unterstützte den verurteilten Kriegsverbrecher Radovan Karadžić.
Nachdem er sich mit der politischen Führung um Alija Izetbegović in den 1990er Jahren öffentlich überworfen und mit der jugoslawischen politischen Führung mit Slobodan Milošević medienwirksam gutgestellt hatte, bekannte er sich bis zu seiner serbisch-orthodoxen Taufe 2005 offen als Jugoslawe. Das führte aufgrund der damals wie heute noch vorherrschenden politischen Situation in Bosnien und Herzegowina, der unterschwellig brodelnden Problematik zur Identität der Bosniaken (früher ethnische Muslime), zu Feindseligkeiten vor allem in seiner ehemaligen Heimat, aber auch in Serbien. Auch in der westlichen Welt wurde seine politische Nähe zur Politik Slobodan Miloševićs genau wie die seines Freundes Peter Handke kritisiert.
Seine Position zeigte sich u. a. in seinen Liedern Ne damo Kosovo (deutsch Wir geben Kosovo nicht her) und Ko ne voli Radovana, ne viđeo Đurđevdana (deutsch Wer Radovan nicht liebt, möge den St.-Georgs-Tag nicht (mehr) erleben), das sich auf Radovan Karadžić bezieht.
Dennoch bezeichnete er – in seiner Biographie Der Tod ist ein unbestätigtes Gerücht. Mein bisheriges Leben – seine frühere Unterstützung Miloševićs öffentlich als Fehler und „Irrung in der Richtung“. Diese Distanzierung erfolgte in Form eines Dialogs mit seiner Mutter Senka, als diese ihn fragt „Zu wem gehörst du?“.
Neben seiner Tätigkeit als Regisseur war Emir Kusturica seit Dezember 2011 Präsident des Skiverbands Serbiens sowie seit dessen Gründung im Jahr 2005 Direktor der Naturparkgesellschaft des Naturparks Šargan – Mokra Gora. Der staatliche Rechnungshof erhob Vorwürfe wegen Zweckentfremdung staatlicher Mittel bei der Naturparkgesellschaft, woraufhin Kusturica im Februar 2013 seinen Rücktritt sowohl als Präsident der Mokra-Gora-Naturparkgesellschaft als auch des serbischen Skiverbandes ankündigte.
Im April 2014 enthüllte (und küsste) Kusturica in Towarisch die Bronzestatue des Sarajevo-Attentäters Gavrilo Princip.
Anfang April 2024 traf Kusturica im Kreml Wladimir Putin und äußerte sich ihm gegenüber anerkennend über den Angriffskrieg gegen die Ukraine.

## Filmografie

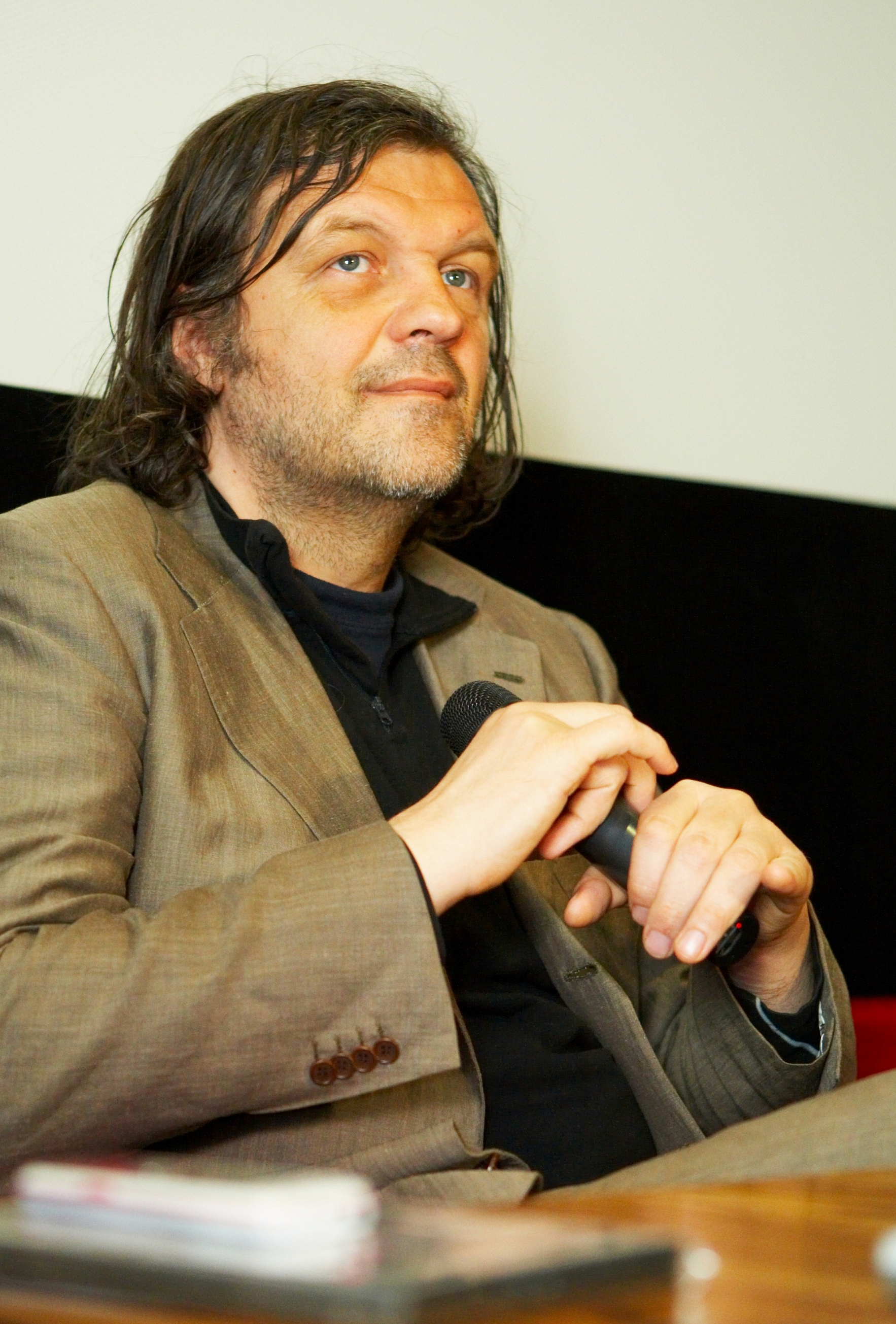
Kusturica im Jahr 2009

- 1978: Die Bräute kommen (Nevjeste dolaze) (Fernsehfilm)
- 1978: Guernica (Gernika)
- 1979: Buffet Titanic (Bife Titanik) (Fernsehfilm)
- 1981: Erinnerst Du Dich an Dolly Bell? (Sjećaš li se Dolly Bell?)
- 1984: Papa ist auf Dienstreise (Otac na službenom putu)
- 1988: Die Zeit der Zigeuner (Dom za vešanje)
- 1993: Arizona Dream
- 1995: Es war einmal ein Land (Bila jednom jedna zemlja)(Fernsehserie)
- 1995: Underground
- 1998: Schwarze Katze, weißer Kater (Crna mačka, beli mačor)
- 2000: Die Witwe von Saint-Pierre (La Veuve de Saint-Pierre) (als Schauspieler)
- 2001: Super 8 Stories (Dokumentation)
- 2002: The Good Thief (als Schauspieler)
- 2004: Das Leben ist ein Wunder (Život je čudo)
- 2005: Alle Kinder dieser Welt (All the Invisible Children), Episode Blue Gypsy
- 2006: Život je čudo (Fernsehserie)
- 2006: Die Hand Gottes – Emir Kusturica trifft Diego Maradona (Maradona by Kusturica)
- 2007: Versprich es mir! (Zavet)
- 2009: L’affaire Farewell
- 2011: Ein griechischer Sommer (Nicostratos le pélican, als Hauptdarsteller)
- 2012: 7 Tage in Havanna (7 días en La Habana, als Schauspieler)
- 2014: Words with Gods (Segment Our Life)
- 2016: On the Milky Road (Na mlečnom putu, Regie und Darsteller)
- 2018: El Pepe: Ein Leben an höchster Stelle (El Pepe, Una Vida Suprema)
- 2019: Balkan Line
- 2024: Volk Christi. Unsere Zeit (Dokumentation)

## Oper
- 2007: Zeit der Zigeuner (Le Temps des Gitans)

## Filmpreise
- 1978: Erster Filmpreis beim Internationalen Filmfestival Karlovy Vary
- 1981: Silberner Löwe – Internationale Filmfestspiele von Venedig 1981
- 1981: Preis der Internationalen Föderation (FIPRESCI), bei den Filmfestspielen in Venedig
- 1981: Sonderpreis der Kritiker – Mostra Internacional de Cinema de São Paulo
- 1985: Goldene Arena – Filmfestival von Pula
- 1985: Goldene Palme – Internationale Filmfestspiele von Cannes 1985
- 1985: Preis der Internationalen Federation of Film Press (FIPRESCI), bei den Filmfestspielen in Cannes
- 1989: Regiepreis – Internationale Filmfestspiele von Cannes 1989
- 1991: Bester ausländischer Film bei den Guldbagge Awards in Schweden
- 1993: Silberner Bär auf der Berlinale 1993
- 1994: Publikumspreis – Internationales Filmfestival Warschau
- 1995: Goldene Palme – Internationale Filmfestspiele von Cannes 1995
- 1996: Bester ausländischer Film beim Lumiére Film Festival in Paris
- 1997: Bester fremdsprachiger Film – Boston Society of Film Critics
- 1997: Bester fremdsprachiger Film – Kinema Junpo Awards
- 1998: Silberner Löwe – Internationale Filmfestspiele von Venedig 1998
- 1998: Publikumspreis – Tallinn Black Nights Film Festival
- 2001: Sonderpreis – Chicago International Film Festival
- 2004: Publikumspreis – Melbourne International Film Festival
- 2004: Sonderpreis „Prix de l’Education nationale“ – Internationale Filmfestspiele von Cannes 2004
- 2005: Bester Film – Sofia International Film Festival
- 2005: César als bester europäischer Film für „Life Is a Miracle“
- 2005: Globo d’oro für den besten europäischen Film
- 2009: Erster Filmpreis beim Internationalen Filmfestival in Kasan
- 2009: Bester Hauptdarsteller beim Courmayeur Noir in Festival

## Ehrungen
- 1989: Roberto-Rossellini-Preis für sein Lebenswerk
- 2001: Nastro d’Argento des Italienischen Verbands der Filmjournalisten
- 2004: Gebrüder Karić Preis
- 2004: König-Stefan Preis für sein Lebenswerk
- 2004: Preis des Internationalen Filmfestivals Moskau für sein Lebenswerk
- 2005: Goldener Schwan in Kopenhagen
- 2005: Gewinner des Philippe Rotthier European Architecture Award für sein Dorfprojekt Küstendorf
- 2007: Komtur des Ordre des Arts et des Lettres
- 2009: Ehrenbürger der Stadt Guadalajara
- 2009: Emir Kusturica erhält den 8½ Preis beim Filmfestival in Torino, für die erfinderische Qualität seiner Filme und die absolute Originalität seines Stils.
- 2009: Preis für sein Lebenswerk beim Internationalen Filmfestivals Marrakesch[11]
- 2010: Preis der Internationalen Stiftung für die Einheit der orthodoxen Völker, für die Konsolidierung und Förderung der christlichen Gesellschaft
- 2010: Ehrenbürger der Stadt Rosario
- 2010: Rom Mittelmeer-Auszeichnung beim Festival in Taormina
- 2010: Orden der Ehrenlegion (Chevalier de la Légion d’Honneur)[12]
- 2011: Tipar Award der Stadt Pljevlja für Satire
- 2011: Momo Kapor Preis
- 2011: Goldene Kamera beim Art Film Festival in Trenčianske Teplice[13]
- 2012: St.-Sava-Orden
- 2012: Antonio-Carlos-Jobim Preis beim Festival International de Jazz de Montréal
- 2013: Goldener Duke des Internationalen Filmfests Odessa (OIFF) für sein Lebenswerk
- 2014: Magritte-Ehrenpreis
- 2014: Orden des heiligen Königs Milutin, verliehen von der serbisch-orthodoxen Kirche in Andrićgrad.
- 2016: Ehrenbürger der Stadt Metepec
- 2016: Orden des heiligen Despoten Stefan Lazarević
- 2016: Orden der Freundschaft[14]
- 2017: Orden des Weißen Adlers (Serbien)
- 2017: Komtur des Ordens des Sterns von Italien
- 2018: Orden Republike Srpske
- 2018: Premio Enrico Fulchignoni – Internationale Filmfestspiele von Venedig
- 2019: Mkiva Humanitarian Award
- 2019: Verdienstmedaille
- 2021: Sretenjski-Orden mit Stern erster Klasse
- 2022: Dejan Medaković Preis
- 2023: Fjodor-Dostojewski-Medaille des Kulturministeriums der Russischen Föderation
- 2024: Orden des Heiligen Seraphim von Sarow
- 2025: Benennung eines Asteroiden nach ihm: (642097) Kusturica